# Gold Digger
Singles de Kanye West
Diamonds from Sierra Leone
(2005) Extravaganza
(2005)
Gold Digger est le deuxième single extrait de l'album Late Registration (2005) de Kanye West. Le chanteur est accompagné au chant de Jamie Foxx, tandis que des échantillons d'I Got a Woman de Ray Charles sont également présents.
À la 48e cérémonie des Grammy Awards, Kanye West remporte le prix de la « meilleure prestation rap solo » pour cette chanson.